# Rombergpark-Lücklemberg
Rombergpark-Lücklemberg ist der Statistische Bezirk 68 der kreisfreien Großstadt Dortmund. Er liegt im Südwesten der Stadt und gehört zum Stadtbezirk Hombruch.
Der Statistische Bezirk besteht aus den Unterbezirken Lücklemberg und Rombergpark. Letzterer gehörte ursprünglich zur Gemeinde Hacheney.
Die ehemaligen Gemeinden Hacheney und Lücklemberg wechselten am 1. April 1887 vom Landkreis Dortmund in den neu errichteten Kreis Hörde. Am 1. Mai 1922 wurden beide Gemeinden in die Gemeinde Wellinghofen eingegliedert.
Zunächst trug dieser Statistische Unterbezirk die Bezeichnung Lücklemberg.

## Statistik
Zum 31. Dezember 2024 lebten 5.900 Einwohner im statischen Bezirk Rombergpark-Lücklemberg.
Struktur der Bevölkerung des statistischen Bezirkes Rombergpark-Lücklemberg:
- Bevölkerungsanteil der unter 18-Jährigen: 12,5 % [Dortmunder Durchschnitt: 16,2 % (2018)][3]
- Bevölkerungsanteil der mindestens 65-Jährigen: 34,9 % [Dortmunder Durchschnitt: 20,2 % (2018)][4]
- Ausländeranteil: 9,8 % [Dortmunder Durchschnitt: 22,3 % (2024)][5]
- Arbeitslosenquote: 2,9 % [Dortmunder Durchschnitt: 11,0 % (2017)][6]

### Bevölkerungsentwicklung
| Jahr | Einw. |
| ---- | ----- |
| 1987 | 4897  |
| 2003 | 5357  |
| 2008 | 5383  |
| 2013 | 5396  |
| 2016 | 5728  |
| 2019 | 5576  |
| 2022 | 5786  |
| 2023 | 5870  |
| 2024 | 5900  |

## Gliederung des Statistischen Bezirks 68
| Unterbezirk | Name        | Gebiet                                                                                            |
| ----------- | ----------- | ------------------------------------------------------------------------------------------------- |
| 681         | Rombergpark | Südliches Zentrum der Gemarkung Hacheney sowie äußerster Norden Lücklembergs (nördlich der L 661) |
| 682         | Lücklemberg | Nordhälfte der Gemarkung Lücklemberg (ohne den nördlich der L 661 gelegenen äußersten Norden)     |